# Tickety Toc
Tickety Toc è una serie d'animazione commedia anglo-coreana per bambini in età prescolare prodotta da The Foundation, Zodiak Media e FunnyFlux Entertainment. Il cartone ha 59 episodi, che durano tutti 11 minuti, spesso 26 blocchi, che ognuno contiene 2 episodi.
La serie è stata acquistata da Nick Jr. come parte di un accordo globale. La serie ha debuttato in Asia il 19 aprile 2012. È andata in onda nella Corea del Sud su EBS, nel Regno Unito su Nick Jr. e Channel 5, negli Stati Uniti su Nick Jr. e Nickelodeon, e in Italia su Frisbee.

## Trama
Il cartone animato è ambientato dentro nel Tickety Toc Clock, che si trova nel mezzo di un muro di orologi in un negozio vecchio di orologi. Dentro all'orologio le cose non vanno sempre bene. I fratelli Tommy e Tallulah, corrono contro il tempo per mantenere il ticchettio e il rintocco del tempo dell'orologio. Fanno tutto con entusiasmo, impegno e positività, anche se a volte si mettono nei guai. Nel mondo dell'orologio c'è anche Pufferty, un treno a forma di cane; l'addetto alla manutenzione McCoggins, il coniglio Hopparoo, la mucca cuoca Madame Muuu, il pipistrello Battersby, la gallina verde e arancione Chickadee e la lumaca Lopsillo. C'è anche un gufo chiamato Tooteroo.

## Personaggi e doppiatori
- Tommy, voce originale di Koda Gusroy, doppiato da Tito Marteddu. È un bambino con capelli marroni, occhi blu, maglietta con una stella rossa, pantaloni blu e scarpe rosse. Ha una sorella, Tallulah, a cui Tommy piace giocare.
- Tallulah (Tilly), voce originale di Isabelle Seratch, doppiata da Vittoria Bartolomei. È una bambina con capelli arancioni, un cerchietto rosa con un fiore, maglietta rossa, gonna fucsia e scarpe fucsia. È la sorella di Tommy, e la più creativa e intelligente fra i due.
- Pufferty (Puf Puf), voce originale di Nathaniel Logan McIntyre, doppiato da Alex Polidori. È un treno a forma di cane con un cappello blu che porta Tommy e Tallulah dove vogliono.
- McCoggins (Precisino), voce originale di Marc Silk, doppiato da Francesco De Francesco. È una pantera gialla addetta alla manutenzione, che ama aggiustare le cose e usare i suoi preziosi strumenti.
- Hopparoo (Hoplalà), voce originale di David Holt, doppiato da Daniele Raffaeli. È un coniglio che ama rimbalzare, fare bolle e divertirsi. Vive in una tana dove si può saltare dentro e uscire ovunque voglia andare.
- Madame Muuu, voce originale di Felicity Duncan Smith, doppiata da Silvia Pepitoni. È una mucca arancione cuoca dove cucina e pulisce nella cucina quando Tommy e Tallulah visitano.
- Battersby (Mantellino), doppiato da Patrizio Cigliano. È un pipistrello che possiede anche un negozio. Vola e viene visto addormentato per la prima volta, ma quando qualcuno suona la campana, può svegliarsi.
- Chickadee (Coccodè), doppiata da Giò Giò Rapattoni. È una gallina verde e arancione, il suo compito è quello di controllare dal tetto della casa dell'orologio le previsioni meteo di Tickety Town.
- Lopsillo (Rotolina), voce originale di Larissa Murray, doppiata da Virginia Brunetti. È una lumaca verde che coltiva cibo nel suo orto ed è amica di Tommy e Tallulah.
- Tooteroo. È l'unico personaggio che non parla ma comunica principalmente tramite versi. È un gufo verde con occhiali azzurri che cerca di fare un’attività basata sul tema di un episodio, ma è sempre sfortunato.

## Episodi
| Stagione | Episodi | Prima TV originale |
| -------- | ------- | ------------------ |
| 1        | 13      | 2012               |
| 2        | 8       | 2013               |
| 3        | 4       | 2014               |
| 4        | 10      | 2015               |
| 5        | 4       | 2016               |

### Stagione 1 (2012)
| nº | Titolo originale    | Titolo italiano                    | Prima TV originale |
| -- | ------------------- | ---------------------------------- | ------------------ |
| 1  | Bubble Time         | L'Ora delle Bolle                  | 13 settembre 2012  |
| 1  | Fruity Pudding Time | L'Ora del Budino alla Frutta       | 13 settembre 2012  |
| 2  | Jelly Sandwich Time | L'Ora del Panino con la Marmellata | 12 settembre 2012  |
| 2  | Bell Time           | L'Ora delle Campane                | 12 settembre 2012  |
| 3  | Bug Time            | L'Ora Degli Insetti                | 19 settembre 2012  |
| 3  | Exercise Time       | L'Ora della Ginnastica             | 19 settembre 2012  |
| 4  | Show Time           | L'Ora dello Spettacolo             | 20 settembre 2012  |
| 4  | Swap Time           | L'Ora dello Scambio                | 20 settembre 2012  |
| 5  | Watermelon Time     | L'Ora del Cocomero                 | 11 settembre 2012  |
| 5  | Mystery Time        | L'Ora del Mistero                  | 11 settembre 2012  |
| 6  | Treasure Time       | L'Ora del Tesoro                   | 18 settembre 2012  |
| 6  | Hide and Seek Time  | L'Ora del Nascondino               | 18 settembre 2012  |
| 7  | Finding Time        | L'Ora di Cercare                   | 17 settembre 2012  |
| 7  | Make a Pot Time     | L'Ora del Fare Un Vaso             | 17 settembre 2012  |
| 8  | Race Time           | L'Ora della Corsa                  | 10 settembre 2012  |
| 8  | Bouncy Time         | L'Ora Saltellante                  | 10 settembre 2012  |
| 9  | Package Time        | L'Ora del Pacchetto                | 3 dicembre 2012    |
| 9  | Bake a Cake Time    | L'Ora di Fare una Torta            | 3 dicembre 2012    |
| 10 | Doctor Time         | L'Ora del Dottore                  | 4 dicembre 2012    |
| 10 | Badge Time          | L'Ora delle Medaglie               | 4 dicembre 2012    |
| 11 | Flying Time         | L'Ora di Volare                    | 5 dicembre 2012    |
| 11 | Pirate Time         | L'Ora dei Pirati                   | 5 dicembre 2012    |
| 12 | Museum Time         | L'Ora del Museo                    | 6 dicembre 2012    |
| 12 | Winter Time         | L'Ora dell'Inverno                 | 6 dicembre 2012    |
| 13 | Igloo Time          | L'Ora del Museo                    | 7 dicembre 2012    |
| 13 | SnowTime            | L'Ora dell'Inverno                 | 7 dicembre 2012    |

### Stagione 2 (2013)
| nº | Titolo originale       | Titolo italiano                      | Prima TV originale |
| -- | ---------------------- | ------------------------------------ | ------------------ |
| 1  | Birthday Time          | L'Ora del Compleanno                 | 21 gennaio 2013    |
| 1  | Giggle Time            | L'Ora della Risata                   | 21 gennaio 2013    |
| 2  | Photo Time             | L'Ora della Fotografia               | 22 gennaio 2013    |
| 2  | Help a Friend Time     | L'Ora di Aiutare un Amico            | 22 gennaio 2013    |
| 3  | Picnic Time            | L'Ora del Picnic                     | 23 gennaio 2013    |
| 3  | Stickety Time          | L'Ora Appiccicosa                    | 23 gennaio 2013    |
| 4  | Tidy Time              | L'Ora delle Pulizie                  | 24 gennaio 2013    |
| 4  | Dancing Time           | L'Ora del Ballo                      | 24 gennaio 2013    |
| 5  | Tune Time              | L'Ora della Musica                   | 25 gennaio 2013    |
| 5  | Story Time             | L'Ora delle Storie                   | 25 gennaio 2013    |
| 6  | Nature Trail Time      | L'Ora della Passeggiata nella Natura | 6 luglio 2013      |
| 6  | Visiting Time          | L'Ora delle Visite                   | 6 luglio 2013      |
| 7  | Leaf Sweeping Time     | L'Ora di Spazzare le Foglie          | 27 ottobre 2013    |
| 7  | Dress Up Time          | L'Ora dei Travestimenti              | 27 ottobre 2013    |
| 8  | Christmas Present Time |                                      | 14 dicembre 2013   |

### Stagione 3 (2014)
| nº | Titolo originale | Titolo italiano      | Prima TV originale |
| -- | ---------------- | -------------------- | ------------------ |
| 1  | Balloon Time     | L'Ora dei Palloncini | 14 novembre 2014   |
| 1  | News Time        | L'Ora delle Notizie  | 14 novembre 2014   |
| 2  | Veggie Time      |                      | 24 novembre 2014   |
| 2  | Whackerty Time   |                      | 24 novembre 2014   |
| 3  | Funfair Time     |                      | 26 novembre 2014   |
| 3  | Old Things Time  |                      | 26 novembre 2014   |
| 4  | Play Time        | L'Ora del Gioco      | 28 novembre 2014   |
| 4  | Bath Time        | L'ora del Bagnetto   | 28 novembre 2014   |

### Stagione 4 (2015)
| nº | Titolo originale    | Titolo italiano     | Prima TV originale |
| -- | ------------------- | ------------------- | ------------------ |
| 1  | Outer Space Time    |                     | 17 gennaio 2015    |
| 1  | Painting Time       |                     | 17 gennaio 2015    |
| 2  | Dino Time           | L’Ora del dinosauro | 17 gennaio 2015    |
| 2  | Robot Time          | L’Ora del Robot     | 17 gennaio 2015    |
| 3  | Talent Time         |                     | 24 gennaio 2015    |
| 4  | Fix It TIme         |                     | 24 gennaio 2015    |
| 4  | Itchy Time          |                     | 24 gennaio 2015    |
| 5  | Easter Egg Time     |                     | 4 aprile 2015      |
| 5  | Easter Parade Time  |                     | 4 aprile 2015      |
| 6  | Measuring Time      |                     | 6 aprile 2015      |
| 6  | Camping Time        |                     | 6 aprile 2015      |
| 7  | Model Making Time   |                     | 20 luglio 2015     |
| 7  | Spring Chicks Time  |                     | 20 luglio 2015     |
| 8  | Ball Time           |                     | 22 luglio 2015     |
| 8  | Bowling Time        |                     | 22 luglio 2015     |
| 9  | Vacation Time       |                     | 24 luglio 2015     |
| 10 | Trick or Treat Time |                     | 22 ottobre 2015    |
| 10 | Spooky Time         |                     | 22 ottobre 2015    |

### Stagione 5 (2016)
| nº | Titolo originale     | Titolo italiano | Prima TV originale |
| -- | -------------------- | --------------- | ------------------ |
| 1  | Superhero Time       |                 | 11 gennaio 2016    |
| 1  | Magic Time           |                 | 11 gennaio 2016    |
| 2  | Weather Time         |                 | 12 gennaio 2016    |
| 2  | Sports Time          |                 | 12 gennaio 2016    |
| 3  | Go Kart Time         |                 | 13 gennaio 2016    |
| 3  | Driving Time         |                 | 13 gennaio 2016    |
| 4  | Solve a Mistery Time |                 | 14 gennaio 2016    |
| 4  | Training Time        |                 | 14 gennaio 2016    |

## Trasmissione
Il cartone è andato in onda nella Corea del Sud su EBS. Nel Regno Unito, è andato in onda su Nick Jr., Channel 5 e Sky Kids. Negli Stati Uniti, è andato in onda su Nickelodeon e Nick Jr. In Italia, è andato in onda su Frisbee.

## Merchandising
Zodiak Rights, la divisione di licenza di prodotti dei consumo ha lanciato il merchandise del cartone, incluso giocattoli, libri, giochi e vestiti, dal 2013. Vivid Imaginations e Just Play erano i partner dei giocattoli per Tickety Toc in tutto il mondo.